# Generace
Jako generace je označování velká skupina lidí, kteří jsou socializováni přibližně ve stejné době, a pojí je proto dobově podmíněný styl života a způsob myšlení. Generace je pojem neostrý, příslušnost do stejné generace je relativní, závislá na kontextu. Do stejné generace patří lidé přibližně stejně staří; příslušníky jedné generace lze označovat za vrstevníky. Synonymem je slovo pokolení, které však bývá více užíváno v demografickém a genealogickém kontextu. Přesný demografický pojem označující osoby stejně staré je termín kohorta.
Termín generace se také používá ve významu potomstvo jedné dvojice rodičů (několik generací rodu atd.).

## Generace ve smyslu pokolení
Označování skupiny za generaci je hojně užíváno v uměleckých oblastech, kde však spíše než věkovou blízkost značí příslušnost ke stejnému uměleckému proudu a vyznávání stejné filosofie.
Slovo generace je rovněž používáno v průmyslu pro označení skupiny některých složitějších výrobků (např. automobilů, robotů, čipů nebo tanků), kde označuje stroje náležející do určitého období a vycházející ze shodných či alespoň podobných základních koncepcí a technologií.
Počtem uplynulých generací bývá také přibližně vymezována délka časového úseku. Pak délka trvání jedné generace odpovídá u živočichů a rostlin průměrné době mezi okamžikem vzniku jedince a okamžikem vzniku jeho potomka. U neživých předmětů je rozhraní mezi generacemi určováno subjektivně podle změn jejich vlastností a délkou trvání je doba mezi vznikem jednoho druhu a vznikem druhu vývojově následujícího, vlastnostmi dostatečně odlišného.
Délka trvání jedné lidské generace odpovídá přibližně průměrnému věku žen při porodu. Podle údajů Eurostatu byl v roce 1992 v České republice tento věk 24,82 let, ale v roce 2003 již 28,1 let. Délka trvání lidské generace se tedy v České republice v současnosti prodlužuje, což odpovídá trendu ve většině zemí Evropy. Díky současnému prodlužování celkové průměrné délky lidského života se na světě potkávají čtyři současně žijící lidské generace.
Délka trvání generace po ženské linii je o několik let kratší než délka trvání generace po mužské linii. Délka lidské generace závisí na historické době i na místních kulturních zvycích.